# اچ‌ام‌اس کالدونیا (۱۸۰۷)
اچ‌ام‌اس کالدونیا (۱۸۰۷) (به انگلیسی: HMS Caledonia (1807)) یک کشتی بود. این کشتی در سال ۱۸۰۷ ساخته شد.